# Radio Marca
Radio Marca és una emissora de ràdio espanyola que emet informació esportiva les 24 hores del dia des del 2001. A més de la programació estatal també compta amb desconnexions en determinades àrees, segons els interessos locals, com el dial de Radio Marca Barcelona (en marxa des del 2004) al 89.1 FM.
A Catalunya també compta amb una emissora a Tortosa al 101.9 FM, sent aquest un repetidor del senyal de Madrid.
Té el seu origen en el diari esportiu Marca i pertany al Grupo Unidad Editorial, després que es fusionessin els grups Recoletos i Unedisa.
L'actual director de la cadena és Eduardo Garcia.

## Graella
Radio Marca amb desconnexions a Barcelona ofereix la següent programació:
| La Ronda                                               | Dl a Dv 6 - 8h                          |
| A Diario                                               | Dl a Dv 8 - 11h                         |
| Repartint Joc                                          | Dl a Dv 11 - 13:30h                     |
| Pericos Online                                         | Dl a Dv 13:30 - 14:30h                  |
| Catalunya Futbol                                       | Dl a Dv 14:30 - 15h                     |
| En la Media                                            | Dl a Dv 15 - 16h                        |
| T4                                                     | Dl a Dv 16 - 19h                        |
| Tribuna Marca                                          | Dl i Dv 19 - 19:30h Dt a Dj 19 - 20:30h |
| Fórmula Marca                                          | Dl 19:30 - 20:30h                       |
| Cómo No Te Voy A Querer                                | Dv 19:30 - 20:30h                       |
| Marcador                                               | Dl a Dv 21 - 23:30h                     |
| El Transistor                                          | Dg a Dv 23:30 - 1:30h Ds 23 - 1h        |
| Barcelona es Radio                                     | Ds 4:40 - 6h                            |
| Cocodril Club                                          | Ds 6 - 8h                               |
| La Claqueta                                            | Dg 7 - 9h                               |
| La Cara B                                              | Ds 8 - 9h                               |
| Paralelo 20                                            | Ds i Dg 9 - 10h                         |
| Marca Ciclisme                                         | Ds 10 - 10:30h                          |
| Serieadictos                                           | Ds 11 - 12h                             |
| Pista 8                                                | Ds 12 - 12:30h                          |
| Marca Motor                                            | Dg 10 - 11h                             |
| Marcador Catalunya                                     | Dg 11 - 15h                             |
| Marcador (inclou Marcador Internacional els dissabtes) | Ds 12:30 - 23h Dg 15 - 23:30h           |

La Claqueta i Marcador Internacional (inclòs aquest la temporada 2016-17 dintre de Marcador, pel partit de La Liga de les 13h), s'emeten des de Barcelona per a tot l'Estat.
Ràdio Marca Barcelona (així com les altres emissores locals de Radio Marca) compten amb butlletins d'informació de 4 minuts a les 8:26 de dilluns a divendres (fora de Barcelona també a les 7:26).

## Ràdio Marca Barcelona
Radio Marca Barcelona és una emissora de ràdio de Barcelona que emet pel 89.1 de la F.M. el concessionari és Ràdio Salut S. A i que està associada a la cadena Radio Marca des del 15 d'agost de 2004. Els seus estudis estan situats al número 460 de l'Avinguda Diagonal de Barcelona.
L'empresa Ràdio Salut S. A. va començar les seves emissions radiofòniques el mes d'octubre de 1983, el seu format original de música i consells de salut va evolucionar fins a la programació temàtica esportiva després de passar per diferents etapes de programació (incloent Onda Cero i Europa FM). El fundador d'aquesta ràdio va ser José María Ballvé Jardí, un empresari originari del món de la publicitat que en l'any 1978 va comprar Ràdio Miramar portant-la al liderat d'audiència a Barcelona l'any 1986
La ràdio disposa de 3 estudis, format cadascun d'ells per un locutori i una sala de control. El més gran té disponibilitat de 6 micròfons, el mitjà també de 6 i el petit de 3, a part d'un micròfon a cada sala de control. Els estudis 1 i 2, després de la reforma, compten amb 12 línies compartides per a la connexió mitjançant RDSI o telèfon a les diferents instal·lacions esportives del territori català així com per la connexió amb altres emissores de Radio Marca; l'estudi 3 compta amb un híbrid de dues línies per al mateix ús.
Completen les instal·lacions la redacció i alguns despatxos a la mateixa planta. A més, a la planta superior existeix el despatx de direcció, accessible des de les mateixes instal·lacions.

### Personal
- Pepe Nieves, coordinador de programació.
- José Manuel Olivan, coordinador d'esports.
- Carlos Gil, coordinador tècnic.
- Félix Monclús, presentador de l'Repartint Joc.
- Joan Prats, presentador del Tribuna Marca
- Marc Truco, copresentador del Tribuna Marca
- Raul Fuentes, presentador, redactor i narrador.
- Carles Escolan, redactor.
- Ricard Vicente, presentador del Catalunya Futbol i Marcador Catalunya.
- Jordi Vinyals, tècnic de so
- Blai Iniesta, tècnic de so
- Jordi Moreno, tècnic de so
- Alejandro Segura, narrador
- Marc Miret, narrador
- Carlota Martí, narradora
- Gerard Amigó, narrador

El personal es completa amb altres locutors i productors que no forment part pròpiament de la plantilla així com personal en pràctiques.